# Serolina kawina
Serolina kawina is een pissebed uit de familie Serolidae. De wetenschappelijke naam van de soort is voor het eerst geldig gepubliceerd in 1987 door Gary C.B. Poore.